# Вилхелмсфелд
Вилхелмсфелд (њем. Wilhelmsfeld) општина је у њемачкој савезној држави Баден-Виртемберг. Једно је од 54 општинска средишта округа Рајн-Некар. Према процјени из 2010. у општини је живјело 3.245 становника. Посједује регионалну шифру (AGS) 8226099.

## Географски и демографски подаци
Вилхелмсфелд се налази у савезној држави Баден-Виртемберг у округу Рајн-Некар. Општина се налази на надморској висини од 280-530 метара. Површина општине износи 4,8 km². У самом мјесту је, према процјени из 2010. године, живјело 3.245 становника. Просјечна густина становништва износи 683 становника/km².